# Flindersia collina
Flindersia collina là một loài thực vật có hoa trong họ Cửu lý hương. Loài này được (F.M.Bailey) F.M.Bailey mô tả khoa học đầu tiên năm 1898.